# Guido, i' vorrei che tu e Lapo ed io
Guido, i' vorrei che tu e Lapo ed io è un sonetto di Dante, Poesia LII delle Rime. Fu composto prima della Vita nuova, per via del clima cortese scevro degli innesti filosofico-morali propri della prima e indirizzato all'amico Guido Cavalcanti che rispose con il sonetto S'io fosse quelli che d'amor fu degno.

## Testo e parafrasi
| Testo | Parafrasi |
| --- | --- |
| Guido, i’ vorrei che tu e Lapo ed io fossimo presi per incantamento e messi in un vasel, ch’ad ogni vento per mare andasse al voler vostro e mio; sì che fortuna od altro tempo rio non ci potesse dare impedimento, anzi, vivendo sempre in un talento, di stare insieme crescesse ’l disio. E monna Vanna e monna Lagia poi con quella ch’è sul numer de le trenta con noi ponesse il buono incantatore: e quivi ragionar sempre d’amore, e ciascuna di lor fosse contenta, sì come i’ credo che saremmo noi. | Guido, io vorrei che tu, Lapo ed io fossimo soggetti ad un incantesimo e posti su un vascello, che ad ogni soffio di vento andasse lungo il mare secondo il nostro voler; cosicché la burrasca od ogni altra sventura non ci potesse essere d'ostacolo, ma anzi, avendo gli stessi desideri, crescesse il desiderio di stare assieme. E che donna Vanna e donna Lagia, oltre a colei che è la trentesima il nostro buon mago ci ponesse vicino: e qui parlare sempre d'amore, e ciascuna di loro fosse felice, così come, credo, lo saremmo noi stessi. |

## Analisi

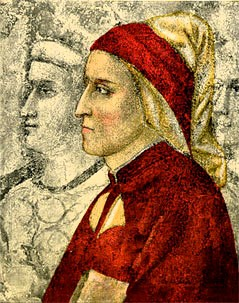
Giotto, Ritratto di Dante, affresco, XIV secolo.

### Contenuti
Il sonetto è uno dei primi composti da Dante all'inizio della sua carriera poetica al fianco di Guido Cavalcanti. Tale breve componimento parla di un viaggio che Dante sogna di intraprendere con lo stesso Guido Cavalcanti e, secondo la maggior parte dei critici, con Lapo Gianni. I tre amici poeti si troverebbero, in una sorta di fuga dalla realtà attraverso un incantamento (v.2), a navigare, in un vasel (v. 3), su un mare sempre calmo, verso il luogo del piacere (si riscontra il tema provenzale del plazer). Grazie a tale nave incantata, allusione certa al vascello magico del mago Merlino, arriverebbero poi tre donne: monna Vanna (l'amata di Cavalcanti), monna Lagia (quella di Lapo Gianni) e l'amata di Dante, cioè la trentesima donna più bella di Firenze(una donna "schermo"), con le quali ragionar sempre d'amore (v. 12), in una completa sintonia spirituale. Il sonetto rivela la vicinanza dell'Alighieri ai modelli occitanici (il tema già ricordato del plazer) e a quelli del ciclo arturiano (la presenza di Merlino), ma emerge quella tematica spirituale, basata sull'amicizia tra i tre poeti e la disquisizione sull'amore, che è il perno centrale della riflessione stilnovista.

### Stile
Il sonetto presenta una costruzione ipotattica molto complessa, eppure chiara ed armonica. Tutto il testo è retto dal punto di vista semantico da un unico verbo (vorrei), che esprime attraverso l'uso del condizionale un desiderio delicato e fragile, che si delinea poi in immagini vaghe ed incantate. Nessun verbo - tranne il finale "credo", in forma indicativa ma dalla valenza dubitativa - in tutto il sonetto è espresso all'indicativo, il modo della certezza e della realtà: ne deriva un'atmosfera sfumata e magica. Oltre alla presenza dei già citati loci provenzaleggianti (incantamento, vasel), termini che rimandano alla dimensione onirica, v'è la presenza anaforica della congiunzione e, che sembra dare un andamento paratattico alla narrazione, ma fornisce anche un senso di comunione tra l'io lirico e gli altri personaggi nominati nel testo.